# Senna italica
Senna italica är en ärtväxtart som beskrevs av Philip Miller. Senna italica ingår i släktet sennor, och familjen ärtväxter.

## Underarter
Arten delas in i följande underarter:
- S. i. arachoides
- S. i. italica
- S. i. micrantha

## Bildgalleri

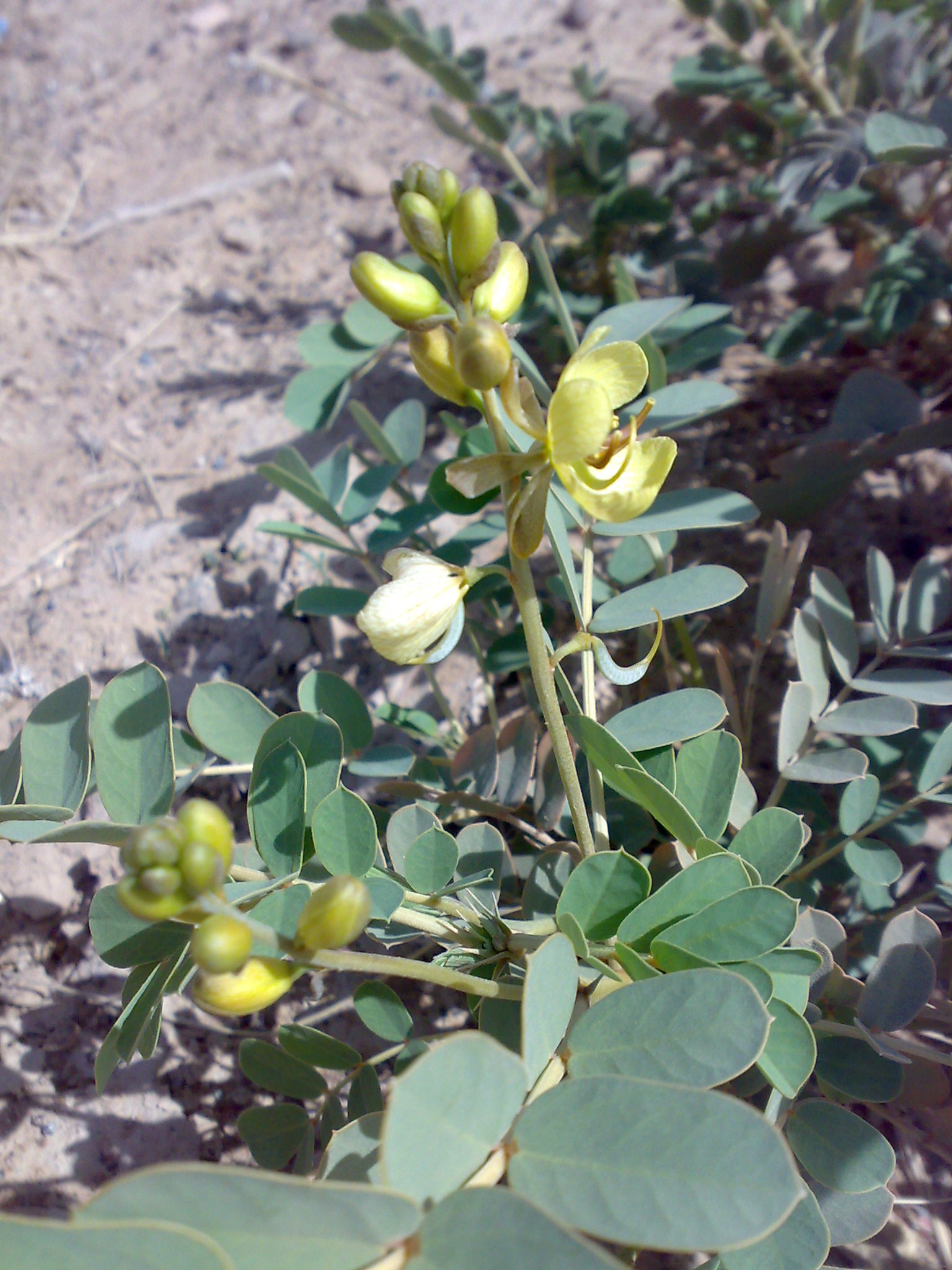
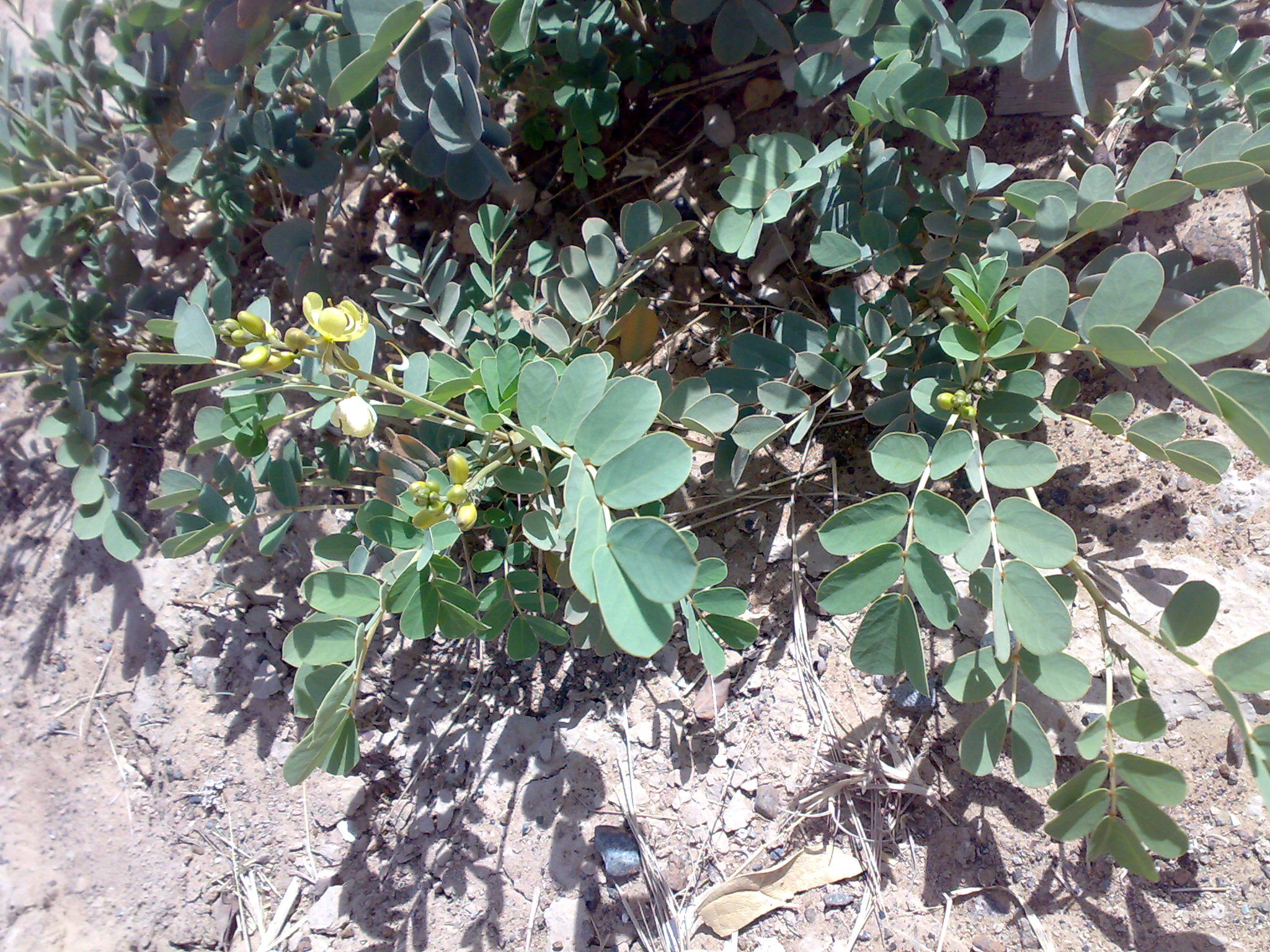
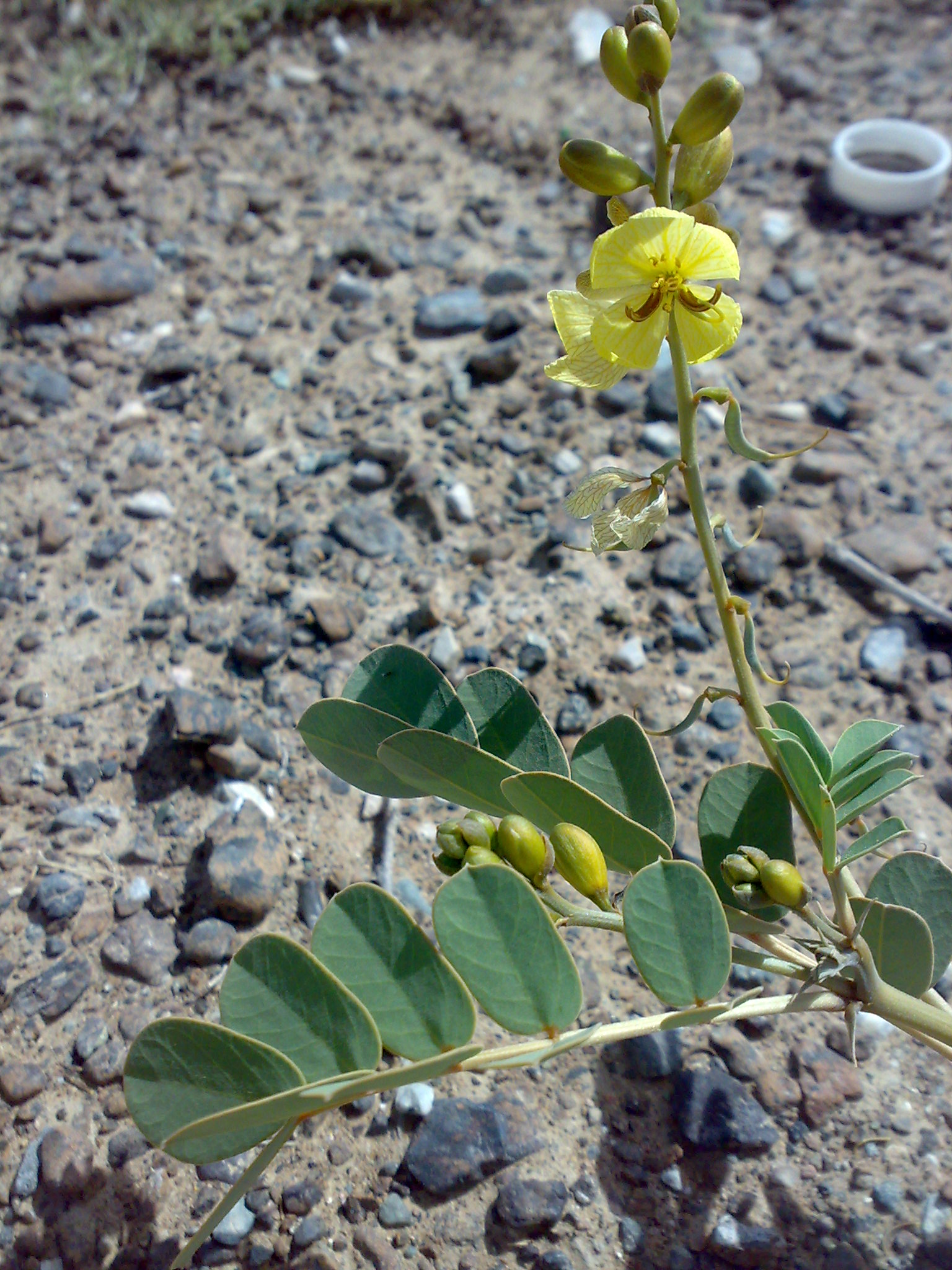
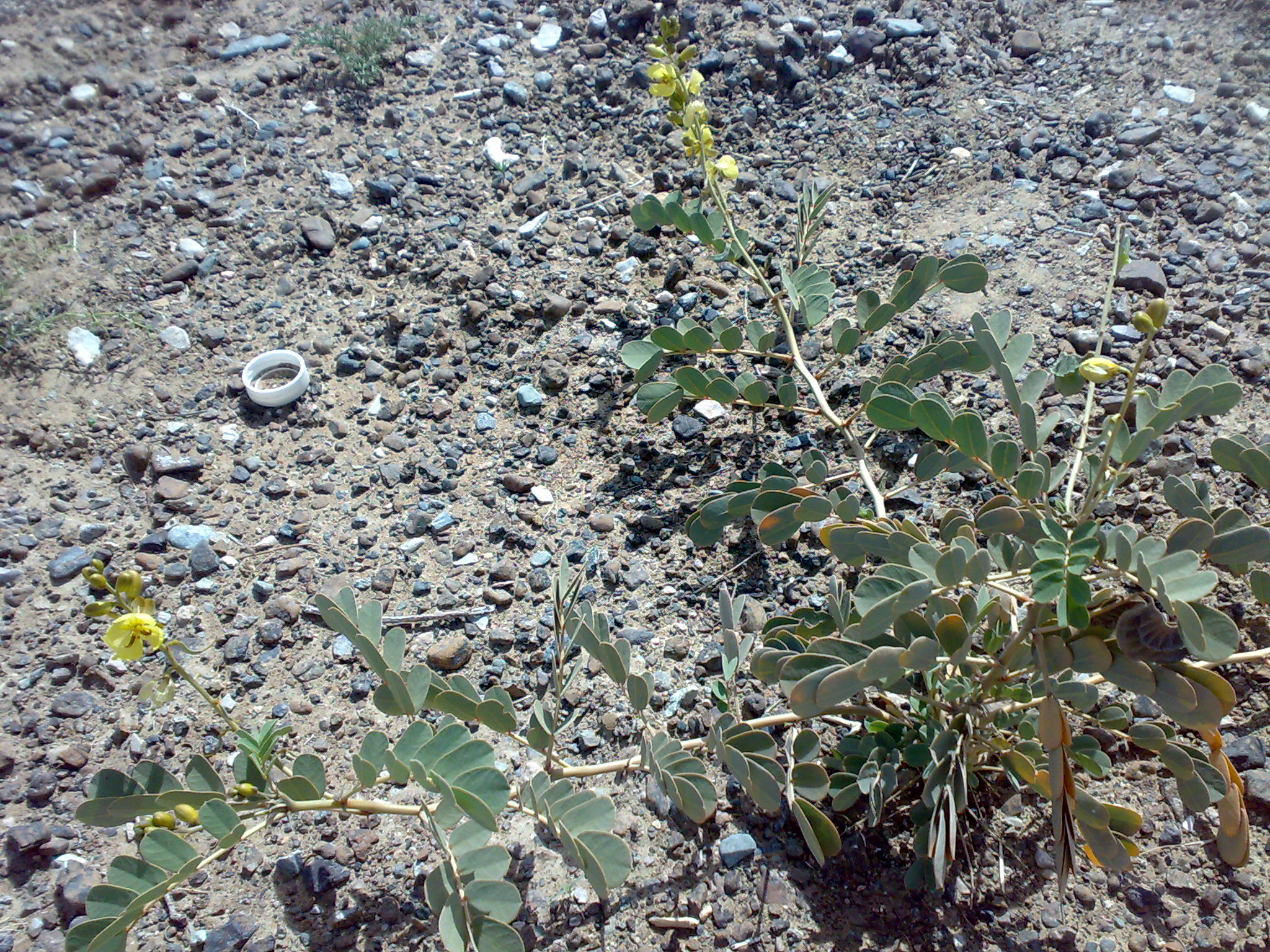